# های بیکینگتون
های بیکینگتون (به انگلیسی: High Bickington) یک روستا و محله مدنی در بریتانیا است که در Torridge واقع شده‌است.های بیکینگتون ۱٬۶۶۸ نفر جمعیت دارد.